# 小行星27792
小行星27792（27792 Fridakahlo）是一颗绕太阳运转的小行星，为主小行星带小行星。该小行星于1993年2月发现。

## 轨道参数
小行星27792的轨道半长轴为451 928 585 km（3.0209130 UA），离心率为0.099。